# Zelený potok (dopływ Revúcy)
Zelený potok – potok będący lewym dopływem rzeki Revúca na Słowacji. Spływa dnem Zelenej doliny. Na niektórych mapach opisywany jest jako Lopušná. Ma wiele źródłowych cieków wypływających na wschodnich i południowych stokach grzbietu Wielkiej Fatry na odcinku od szczytu Ostredok (1592 m) po Sedlo Ploskej (1390 m). Najwyżej położone źródło znajduje się na wysokości około 1380 m na wschodnich stokach Ostredoka. Od wysokości około 810 m spływa już jednym korytem w kierunku wschodnim i w górnej części miejscowości Liptovské Revúce uchodzi do Revúcy.
Cała zlewnia potoku znajduje się w obrębie Parku Narodowego Wielka Fatra. Są to tereny porośnięte lasem, a w szczytowych partiach pokryte halami pasterskimi. Wzdłuż koryta potoku z miejscowości Liptovské Revúce prowadzi szlak turystyczny, na przełęczy Chyžky łączący się z czerwonym szlakiem biegnącym głównym grzbietem Wielkiej Fatry.
Największym dopływem jest potok Randová.

## Szlak turystyczny
Liptovské Revúce (Vyŝna Revúcá) – Chyžky (skrzyżowanie ze szlakiem czerwonym)